# Calle Maipú (Tucumán)
La Calle Batalla de Maipú es una calle de San Miguel de Tucumán, Tucumán, Argentina. Se extiende desde la avenida Francisco de Aguirre hasta la avenida 24 de septiembre y Chacabuco. Lleva su nombre en honor a la Batalla de Maipú, combate de 1818 entre el Ejército Unido Libertador de Chile y el Ejército Realista, consiguiendo los patriotas una victoria decisiva.

## Historia
La calle fue creada con el trazado original de la ciudad en 1685, siendo extendida hacia el sur tras el ensanche de 18,30 metros de ancho de las calles de la ciudad en la intendencia de José Padilla en 1887. Durante el siglo XX se construyeron diversos edificios históricos sobre la calle, como el Palacio Municipal (actual Banco Nación), el edificio del Banco Español del Río de la Plata, la Casa Chaker Farra Apás, el Casino de Tucumán, el Mercado del Norte, entre otros. Así, la calle adquirió un perfil bancario y comercial.
En 1988 la calle cambió de sentido por razones de mayor fluidez en el tránsito, junto a otras arterias del centro tucumano. Por ello, la calle pasó a tener sentido norte-sur. En 2022 se proyectó la transformación en calle semipeatonal de la calle Maipú en su tramo lindero al Mercado del Norte. Las obras se realizarán posteriormente a la remodelación del histórico mercado.

## Sitios de Interés
A lo largo de esta calle se desarrollan varios lugares de interés y emblemáticos:
- Sede Banco Macro Tucumán
- Edificio Banco Nación Tucumán
- Mercado del Norte
- Casa Chaker Farra Apás
- Dirección de Distritos Urbanos Policía de Tucumán
- Iglesia Católica Apostólica Ortodoxa Asunción de María Santísima
- Sociedad Sirio Libanesa de Tucumán
- Sanatorio del Norte
- Centro Educativo Franciscano
- Colegio Nacional Bartolomé Mitre
- Casino de Tucumán
- Club 13 de Mayo
- Hospital Nuestra Señora del Carmen